# Kevin Romes
Kevin Romes (* 20. März 1991 in Andernach) ist ein deutscher Koch.

## Werdegang
Kevin Romes begann seine Ausbildung 2007 im Dorint Parkhotel Bad Neuenahr-Ahrweiler. Nach der Ausbildung wechselte Romes nach Lindau in das  Golfhotel Bodensee. 2012 heuerte er bei Johann Lafer im Le Val d'Or auf der Stromburg in Stromberg an. 2014 wechselte Romes in das  Restaurant Überfahrt von Christian Jürgens in Rottach-Egern am Tegernsee. 2017 ging es in die Schweiz ins Restaurant  Einstein Gourmet, St. Gallen. Dort arbeitete er als Sous Chef unter Sebastian Zier und Moses Ceylan. 2019 folgte eine Anstellung als Sous Chef im Ikigai (ehemalig  Luce d'Oro) im Schloss Elmau unter Christoph Rainer.
Zwischenzeitlich absolvierte er Praktika im Restaurant Amber im  Mandarin Oriental in Hongkong und in der  Vila Joya in Albufeira, Portugal.
Im Jahr 2022 eröffnete Kevin Romes gemeinsam mit seinem Sous Chef Pascal Hobler und dem Inhaber Felix J. Bertram das  Skin's - the restaurant in Lenzburg, Schweiz. Im selben Jahr wurde das Restaurant mit Zwei Sternen im Guide Michelin ausgezeichnet. Sein Küchenstil wird als Kombination aus filigranem Handwerk und Mut zur Reduktion beschrieben.
Kevin Romes hat einen Youtube-Kanal mit dem Namen „Kevin kocht allein zu Haus“.

## Auszeichnungen
- 2022: Zwei Michelin-Sterne im Guide Michelin für das Skin's - the restaurant[6][7]
- 2024: 17 Gault Millau Punkte im Guide Gault Millau Schweiz für das Skin's - the restaurant[8]